# Mansempuy
Mansempuy (gaskognisch Mansenpuèi) ist eine französische Gemeinde mit 58 Einwohnern (Stand 1. Januar 2022) im Département Gers in der Region Okzitanien (bis 2015 Midi-Pyrénées); sie gehört zum Arrondissement Condom und zum Gemeindeverband Bastides de Lomagne.

## Lage
Das Flüsschen Orbe durchquert das Gemeindegebiet. Mansempuy ist umgeben von den Nachbargemeinden Sérempuy im Norden, Mauvezin im Osten, Saint-Antonin im Süden, Puycasquier im Westen sowie Maravat im Nordwesten.

## Bevölkerungsentwicklung
| Jahr                       | 1793 | 1851 | 1962 | 1968 | 1975 | 1982 | 1990 | 1999 | 2006 | 2011 | 2016 |
| Einwohner                  | 270  | 321  | 96   | 85   | 81   | 73   | 62   | 53   | 73   | 81   | 87   |
| Quellen: Cassini und INSEE |      |      |      |      |      |      |      |      |      |      |      |